# Things We Said Today
"Things We Said Today" é uma canção composta por Paul McCartney, creditada a Lennon/McCartney. Foi gravada pelo grupo de rock britânico The Beatles, no álbum A Hard Day's Night, de 1964. Uma regravação feita por Jackie DeShannon em 1978 chegou à posição 35 na parada Adult Contemporary dos Estados Unidos.